# Liste der Stolpersteine in Haaksbergen
Die Liste der Stolpersteine in Haaksbergen enthält Stolpersteine, die im Rahmen des gleichnamigen Projekts von Gunter Demnig in der niederländischen Gemeinde Haaksbergen in der Provinz Overijssel verlegt wurden. Stolpersteine sind Opfern des Nationalsozialismus gewidmet, all jenen, die vom NS-Regime drangsaliert, deportiert, ermordet, in die Emigration oder in den Suizid getrieben wurden. Demnig verlegt für jedes Opfer einen eigenen Stein, im Regelfall vor dem letzten selbst gewählten Wohnsitz.
Die ersten Verlegungen von Stolpersteinen im Gemeindegebiet erfolgten am 1. April 2010.

## Verlegte Stolpersteine
In Haaksbergen wurden bisher 23 Stolpersteine an zehn Adressen verlegt.
| Stolperstein | Übersetzung | Verlegeort                   | Name, Leben |
| ------------ | --- | ---------------------------- | --- |
|              | FÜR UNSERE UNBEKANNTEN JÜDISCHEN MITBÜRGER UNTERDRÜCKT UND VERFOLGT VOM NAZI-REGIME 1940 - 1945                                                   | Ruisschenborgh 1             | Zum Gedenken an unbekannte jüdische Mitbürger                                                                                   |
|              | HIER WOHNTE KURT FALKENSTEIN JG. 1930 UNTERGETAUCHT 1942 ÜBERLEBT                                                                                 | Blankenbrugerstraat 5 ·      | Kurt Falkenstein (1930–) |
|              | HIER WOHNTE KARL FRANK JG. 1902 DEPORTIERT AUS WESTERBORK ERMORDET 28.2.1943 AUSCHWITZ                                                            | Blankenburg 21               | Karl Frank (1902–1943) |
|              | HIER WOHNTE BETSIE FRANKENHUIS JG. 1933 DEPORTIERT 1942 AUS WESTERBORK ERMORDET 1942 IN AUSCHWITZ                                                 | Blankenbrugerstraat 5        | Betsie Frankenhuis (1933–1943) Zum Gedenken an das Mädchen wurde an der Adresse Ruisschenborgh 1 eine Bronzeskulptur errichtet. |
|              | HIER WOHNTE HENRIETTE FRANKENHUIS JG. 1926 DEPORTIERT 1942 AUS WESTERBORK ERMORDET 1942 IN AUSCHWITZ                                              | Blankenbrugerstraat 5        | Henriette Frankenhuis (1926–1942)                                                                                               |
|              | HIER WOHNTE JACOB FRANKENHUIS JG. 1884 DEPORTIERT 1942 AUS WESTERBORK ERMORDET 1942 IN AUSCHWITZ                                                  | Blankenbrugerstraat 5        | Jacob Frankenhuis (1884–1942)                                                                                                   |
|              | HIER WOHNTE JACOB FRANKENHUIS JG. 1928 DEPORTIERT 1942 AUS WESTERBORK ERMORDET 1942 IN AUSCHWITZ                                                  | Blankenbrugerstraat 5        | Jacob Frankenhuis (1928–1942)                                                                                                   |
|              | HIER WOHNTE JONAS H. JG. 1916 VERHAFTET SEPT. 1941 ERMORDET 9.10.1941 MAUTHAUSEN                                                                  | Eibergsestraat 89            | Jonas H. Frankenhuis (1916–1941)                                                                                                |
|              | HIER WOHNTE JONAS JACOB FRANKENHUIS JG. 1925 DEPORTIERT 1942 AUS WESTERBORK ERMORDET 1943 IN AUSCHWITZ                                            | Blankenbrugerstraat 5        | Jonas Jacob Frankenhuis (1925–1943)                                                                                             |
|              | HIER WOHNTE JULIA HENRIETTE FRANKENHUIS JG. 1923 DEPORTIERT 1942 AUS WESTERBORK ERMORDET 1942 IN AUSCHWITZ                                        | Blankenbrugerstraat 5        | Julia Henriëtte Frankenhuis (1923–1942)                                                                                         |
|              | HIER WOHNTE SALOMON JONAS HEIMAN FRANKENHUIS JG. 1887 DEPORTIERT 1942 AUS WESTERBORK ERMORDET 1942 IN AUSCHWITZ                                   | Blankenbrugerstraat 5        | Salomon Jonas Heiman Frankenhuis (1887–1942)                                                                                    |
|              | HIER WOHNTE JOHANNA FRANKENHUIS- FALKENSTEIN JG. 1894 DEPORTIERT 1942 AUS WESTERBORK ERMORDET 1942 IN AUSCHWITZ                                   | Blankenbrugerstraat 5        | Johanna Frankenhuis-Falkenstein (1894–1942)                                                                                     |
|              | HIER WOHNTE ALMA S. GOLDBERG JG. 1895 DEPORTIERT AUS WESTERBORK ERMORDET 22.5.1944 AUSCHWITZ                                                      | Spoorstraat 2                | Alma S. Goldberg (1895–1944) |
|              | HIER WOHNTE MINNA GOLDBERG- COBLENZER JG. 1869 DEPORTIERT AUS WESTERBORK ERMORDET 30.4.1943 SOBIBOR                                               | Blankenburg 21               | Minna Goldberg-Coblenzer (1869–1943)                                                                                            |
|              | HIER WOHNTE JOSEPH S. VAN HAREN JG. 1910 VERHAFTET SEPT. 1941 ERMORDET 10.10.1941 MAUTHAUSEN                                                      | Zeedijk 9                    | Joseph Soesman van Haren (1910–1941)                                                                                            |
|              | HIER WOHNTE ALMA S. GOLDBERG JG. 1871 DEPORTIERT AUS WESTERBORK ERMORDET 22.5.1944 AUSCHWITZ                                                      | Spoorstraat 2 (oder Markt 1) | Sophie Joseph-Coblenzer (1871–1944)                                                                                             |
|              | HIER WOHNTE JOSEPH DE LIEME JG. 1911 VERHAFTET MÄRZ 1943 DEPORTIERT AUS WESTERBORK ERMORDET 9.4.1943 SOBIBOR                                      | Jhr. von Heijdenstraat 20    | Joseph de Lieme (1911–1943) |
|              | HIER WOHNTE MEIJER DE LIEME JG. 1879 VERHAFTET MÄRZ 1943 DEPORTIERT AUS WESTERBORK ERMORDET 9.4.1943 SOBIBOR                                      | Jhr. von Heijdenstraat 20    | Meijer de Lieme (1879–1943) |
|              | HIER WOHNTE NAATJE DE LIEME- VAN BERGEN JG. 1885 VERHAFTET MÄRZ 1943 DEPORTIERT AUS WESTERBORK ERMORDET 9.4.1943 SOBIBOR                          | Jhr. von Heijdenstraat 20    | Naatje de Lieme-van Bergen (1885–1943)                                                                                          |
|              | HIER WOHNTE ERICH MEIER JG. 1922 VERHAFTET OKT. 1942 IN [...] ERMORDET 30.11.1943 AUSCHWITZ                                                       | Zeedijk 25                   | Erich Meier (1922–1943) |
|              | HIER WOHNTE ARON SALOMONS JG. 1869 HOSPITALISIERT IM ST. ANTONIUS-KRANKENHAUS ÜBERSTELLT IN DAS JÜDISCHE KRANKENHAUS GESTORBEN 6.7.1943 AMSTERDAM | Beatrixstraat 73             | Aron Salomons (1869–1943) |
|              | HIER WOHNTE EMMA SALOMONS- FRANKENHUIS JG. 1876 VERHAFTET AMSTERDAM ERMORDET 27.8.1943 AUSCHWITZ                                                  | Beatrixstraat 73             | Emma Salomons-Frankenhuis (1876–1943)                                                                                           |
|              | HIER WOHNTE IZAK DE WITTE JG. 1874 HOSPITALISIERT IM ST. ANTONIUS-KRANKENHAUS DEPORTIERT AUS WESTERBORK ERMORDET 25.4.1944 THERESIENSTADT         | Molenstraat 59               | Izak de Witte (1874–1944) |

## Verlegedaten

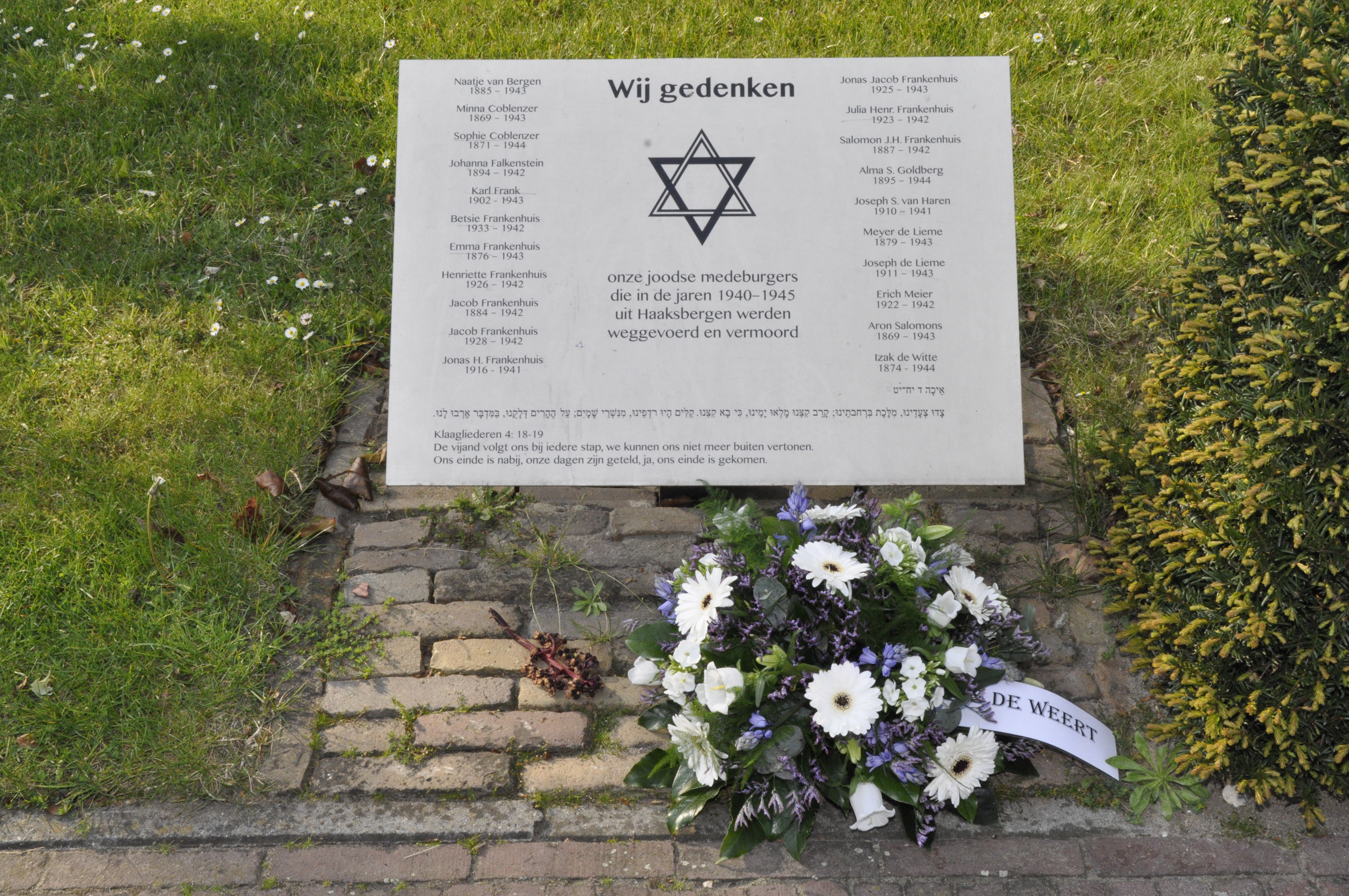
Gedenktafel mit den Namen der im Zuge der Shoah ermordeten Bürger der Stadt

- 1. April 2010
- 19. August 2012